# Баснины
Баснины — иркутская купеческая династия.

## История
Родоначальником династии стал выходец из Великого Устюга (по другой версии он происходил из Холмогор) Максим Баснин. Он занимался торговлей в Восточной Сибири, жил в селе Орленьге в верховьях Лены, но в конце концов поселился в Илимске.
Его сыновья Пётр и Тимофей продолжили заниматься торговым делом вместе, как и велел родитель. О Петре сведения не сохранились. Тимофей же работал с семи лет. Он занимался коммерцией и извозом клади между Енисейском и Иркутском. Торговал мукой, возя её до самого Якутска. В 1789 предприниматель переехал в Иркутск вместе со всей семьей. Купец и его дети были записаны в местное купечество.
Старший сын Тимофея Василий (от первой жены) отделился и стал вести собственное хозяйство. У него, в свою очередь, был сын Николай (которого не следует путать с другим Николаем Васильевичем Басниным, о котором будет сказано ниже). В 1804 году Василий умер и его дети были принуждены перейти в мещанское сословие.
Пётр (участник Сибирского ополчения и войны 1812 года, имевший за это награды, бывавший в столицах и представленный двум императорам - Александру I и Николаю I), Николай (Тимофеевич) и Дмитрий основали «Торговый дом Басниных» (также «Торговый дом братьев Басниных») — успешное предприятие, которое было активно с 1800 по 1832 год. В Иркутске и Кяхте они владели недвижимостью. Занимались торговлей — и оптовой, и русско-китайской, откупами и подрядами, числились в иркутском купечестве до 1813 года, являлись с 1806 купцами I гильдии, причем с 1814 года — по Кяхте (при том, что еще в 1803 они только лишь перешли из 3-й гильдии во 2-ю). Братья поставляли провизию в сибирские города, прежде всего в Якутск, торговали хлебой, скупали пушнину в Сибири и сбывали её в Китай, продавали разные товары в Иркутске. Пушнину они меняли у китайцев на чай и другие товары, которые находили сбыт уже в российских владениях. В 1832 Дмитрий умер, оставшиеся братья разделили капитал между собой.
Николай Тимофеевич умер в 1843 году. В дело вступили совместно, как это уже случилось с их предками одним поколением раньше, двоюродные братья Василий Николаевич и Павел Петрович. В 1851 году последний направил в сталицу сообщение об открытии близ Иркутска запасов графита. А чуть позже он обнаружил на Лене золото и занялся его добычей из найденной жилы, объединив усилия с купцом 1-й гильдии из Иркутска Петром Катышевцевым и создав вместе с ним Ленское золотопромышленное товарищество.
Из этого младшего поколения рода и последующих в наибольшей степени прославился крупный купец, меценат и управленец Василий Николаевич Баснин. Однако именно он перенёс со временем свою деятельность в западную, Европейскую часть России, закрыв торговлю в Кяхте и переселившись, в конце концов, в Москву.
Крупную коммерческую деятельность потомки рода прекратили около 1874 года, когда сын скончавшегося в 1867 Павла Петровича Пётр Павлович окончательно утратил контроль над Ленским золотопромышленным товариществом, паи которого постепенно распродавал и которое, вместе с остальным его имуществом, за 200 000 рублей отошло Г. Е. Гинцбургу, петербургскому банкиру, с которым Пётр Павлович ранее конфликтовал.
В XX веке некоторые члены рода (например, Георгий Баснин) подвергались репрессиям, участвовали во Второй мировой войне. Их потомки продолжают жить в Иркутске.

## Благотворительность и общественная деятельность
Баснины занимались разнообразной благотворительностью, например, строительством храмов, занимали общественные и административные должности вплоть до городских голов. После них остались социальные и культурные объекты, в создании которых поучаствовали купеческие деньги. Собрали значительную библиотеку (В. Н. Баснин, который также был членом Русского географического общества, ботаником, меценатом, коллекционером и театралом, сыграл существенную роль в судьбах сосланных в Сибирь декабристов, которым помогал, в том числе заказами работ)), часть книг из которой до сих пор присутствуют в иркутских собраниях, попав в библиотеку университета из семинарии, куда их передал владелец перед отъездом в Москву. Представителем династии Василием Николаевичем был создан и знаменитый, но не дошедший до нашего времени иркутский Сад Басниных, где созревали даже ананасы.

## Память
В семье с XVIII века велась иркутская городская летопись. В Иркутске именем Басниных долго называлась одна из улиц (ныне ул. Свердлова).

## Цитата
Декабрист А. Н. Муравьев писал о Басниных: «Могу ли не любить, не уважать, не чтить все, что носит имя Баснина! Вы нас приняли как друзей в бывшей холодной для нас, а для Вас теплой Сибири; Баснины сроднили и нас с Сибирью и для нас согрели Сибирь».